# S-výraz

S-výraz strom

S-výraz, rozepsaně symbolický výraz, angl. s-expression, je ve výpočtové technice, nověji programování, zápis (notace) pro vnořené seznamy (zahrnujíc i stromově strukturovaná data), který byl vynalezen, zaveden a zpopularizován programovacím jazykem Lisp. V něm a později ve Scheme se používá pro zápis zdrojového kódu i dat.